# Toshihiro Aoyama
Toshihiro Aoyama (青山 敏弘, あおやま としひろ) (Okayama, 22. veljače 1986.) japanski je nogometaš.

## Klupska karijera
Igrao je za Sanfrecce Hiroshima. Nogometaš godine u Japanu 2015. godine.

## Reprezentativna karijera
Za japansku reprezentaciju igrao je od 2013. do 2015. godine. Za japansku reprezentaciju odigrao je 8 utakmica postigavši 1 pogodaka.
S japanskom reprezentacijom Toshihiro Aoyama igrao je na jednom svjetskom prvenstvu (2014.).

## Statistika
| Japan  | Japan | Japan |
| Godina | Nas.  | Gol.  |
| ------ | ----- | ----- |
| 2013.  | 3     | 0     |
| 2014.  | 4     | 0     |
| 2015.  | 1     | 1     |
| Ukupno | 8     | 1     |

## Vanjske poveznice
- National Football Teams
- Japan National Football Team Database